# Vilariño do Río
Vilariño do Río es un lugar español situado en la parroquia de Armariz, del municipio de Junquera de Ambía, en la provincia de Orense, Galicia.

## Demografía
| Gráfica de evolución demográfica de Vilariño do Río entre 2000 y 2022 |
|                                                                       |
| Datos según el nomenclátor publicado por el INE.                      |